# Семихатов, Михаил Александрович
Михаи́л Алекса́ндрович Семиха́тов (21 февраля 1932, Москва — 25 ноября 2018, Москва) — советский и российский учёный-геолог, доктор геолого-минералогических наук, академик Российской академии наук (1994).

## Биография
Родился в Москве в семье гидрогеолога А. Н. Семихатова.
В 1954 году окончил геологический факультет МГУ.
С 1954 года работал в Геологическом институте АН СССР / РАН, на должностях от лаборанта до заведующего лабораторией стратиграфии верхнего докембрия.
В 1961 году защитил кандидатскую диссертацию по теме «Стратиграфия рифейских и нижнекембрийских отложений Енисейского кряжа и распределение в них столбчатых строматолитов».
В 1972 году защитил докторскую диссертацию по теме «Стратиграфия и геохронология протерозоя»
15 декабря 1990 года был избран членом-корреспондентом АН СССР по отделению геологии, геофизики, геохимии и горных наук (стратиграфия). 31 марта 1994 года был избран действительным членом (академиком) РАН по тому же отделению.
Область научных интересов — стратиграфия, изотопная геохронология докембрия, палеонтология, биостратиграфия докембрия.
Был автором первой геохронологической шкалы рифея, геохронологической шкалы докембрия. Им были установлены закономерности докембрийского развития континентов. Знаток строматолитов, один из основоположников метода изотопной хемостратиграфии в СССР.
Главный редактор журнала «Стратиграфия. Геологическая корреляция» в ГИН РАН.
Скончался 25 ноября 2018 года в Москве.

## Семья
Брат — Семихатов, Николай Александрович (1918—2002) — конструктор, академик РАН.

Сестра — Семихатова, Ольга Александровна (1921—2017) — физиолог растений.
- Сын — Алексей (род. 1959) — физик.

## Награды и премии
- Лауреат премии имени Н. С. Шатского[6].

## Членство в организациях
- Заместитель Председателя Межведомственного стратиграфического комитета (МСК) России.
- Председатель Постоянной стратиграфической комиссии МСК по верхнему докембрию.